# Беа, Августин
Августин Беа (нем. Augustin Bea; 25 мая 1881, Ридбёринген, Германская империя — 16 ноября 1968, Рим, Италия) — немецкий куриальный кардинал, иезуит, экзегет, один из организаторов экуменического движения в Римско-католической Церкви. Председатель Папского Секретариата по Христианскому Единству с 6 июня 1960 по 16 ноября 1968. Титулярный архиепископ Германии Нумидийской с 5 по 19 апреля 1962. Кардинал-дьякон с 14 декабря 1959, с титулярной диаконией Святого Саба с 17 декабря 1959. Сыграл важную роль в модернизации Римско-католической Церкви, подготовке II Ватиканского Собора и развитии экуменического движения.

## Ранняя жизнь, образование и священство
Родился Августин Беа 28 мая 1881 года, в маленькой деревушке Ридбёринген, сегодня это часть Блумберга, что в архиепархии Фрайбурга-в-Брейсгау, на территории Германской империи (сегодня — земля Баден-Вюртемберг). Его родители, Карл Беа и Мария Мерк, поженились довольно поздно в жизни, и он был их единственным ребёнком. Отец был плотником, строителем и владельцем фермы, он построил много домов Ридбёрингене.
Изучал философию и богословие в университетах Фрайбурга, Инсбрука, Валкенбурга (Нидерланды), Берлина. В 18 апреля 1902 года вступил в орден иезуитов, так как он «был очень склонен к научной жизни».
25 августа 1912 года был рукоположен в священника, в 1921—1924 годах провинциал иезуитов в Германии.

## На преподавательской и куриальной работе
В 1917—1921 годах преподавал на кафедре Ветхого Завета в Валкенбурге; в 1924—1928 годах профессор библейского богословия в Папском Григорианском университете и одновременно (вплоть до 1959 года) профессор по кафедре исагогики и ветхозаветной экзегезы в Папском Библейском институте в Риме. В 1930—1949 годах ректор Папского Библейского института, издатель журнала «Biblica». Был консультантом в папских конгрегациях: пропаганды веры, по делам Восточных Церквей, обрядов, семинарий и университетов, а также членом папских комиссий по библейским исследованиям, по пересмотру Кодекса канонического права. В 1945—1958 годах исповедник Папы Пия XII.

## Кардинал
Возведён в кардиналы-дьяконы Папой Иоанном XXIII на консистории от 14 декабря 1959 года, получил красную шляпу и титулярную диаконию Святого Саба, 17 декабря 1959 года. Его кардинальский девиз — «In Nomine Domini Jesu».
6 июня 1960 года. назначен председателем Секретариата по христианскому единству.
5 апреля 1962 года избран титулярным архиепископом Германии Нумидийской. Рукоположен в епископы 19 апреля 1962 года, в патриаршей Латеранской базилики в Риме, Папой римским Иоанном XXIII, при содействии кардинала Джузеппе Пиццардо и кардинала Бенедетто Алоизи Мазеллы. На этой же церемонии были рукоположены кардиналы бенедиктинец Хоакин Ансельмо Мария Альбареда, Антонио Баччи, Франческо Браччи, доминиканец Майкл Браун, Уильям Теодор Хёрд, Альберто ди Жорио, сульпицианин Андре Жюльен, кларетинец Аркадио Мария Ларраона, Франческо Морано, Альфредо Оттавиани и Франческо Роберти.

## Библеист и экзегет
Значительное место в научной деятельности Беа занимало изучение библейской археологии и древней истории. Благодаря ему были проведены раскопки в Телейлат-эль-Гассуль, севернее Мёртвого моря. Особенно его внимание привлекали раскопки в Рас-Шамра — древнем Угарите, клинописные таблички из Мари, новая литература о Дура-Европос, новооткрытые арамейские тексты на папирусах, кумранские рукописи. По инициативе Беа был основан факультет ориенталистики в Папском Библейском институте и стал издаваться научный журнал «Orientalica». В области экзегетики его интересы концентрировались на вопросах возникновения Пятикнижия, библейского богословия и особенно на проблемах герменевтики Священного Писания. Подчеркивая, что Священное Писание является «общим наследием и сокровищем всех христиан», основой для преодоления разногласий между ними, Беа подготовил новое издание латинского перевода псалмов (Il nuovo Psalterio latino: Chiarimenti sull’origine e lo spirito della traduzione. R., 1946), которое заменило использовавшийся ранее (со времени Папы Дамасия I (366—384)) текст. Пересмотр латинского перевода Библии, предпринятый Беа, впоследствии привел к полной ревизии Вульгаты.
Беа участвовал в разработке энциклики папы Пия XII «Divino afflante Spiritu» (1943 год), решающей для истории развития католической экзегезы в XX веке, в которой стало возможно применение историко-критического метода (содержание энциклики легло в основу Догматической Конституции Ватиканского II Собора «О Божественном откровении» (Dei Verbum)). Под влиянием инструкции Папской Библейской комиссии «De historica Evangeliorum veritate» (Об историчности Евангелий) от 21 апреля 1964 года, созданной при активном участии Беа, Собором было принято решение по вопросу рецепции результатов анализа жанровых форм Евангелий и их историчности. Основы историко-критического метода в отношении текстов Нового Завета были изложены Беа в книге «Историчность Евангелия» (La storicità dei Vangeli. R., 1964).

## Второй Ватиканский собор
Большую роль Беа сыграл в развитии экуменического движения в Римско-католической Церкви. Он возглавил созданный в период подготовки II Ватиканского Собора в 1960 году Папский Секретариат по содействию христианскому единству. Будучи его председателем, курировал вопрос о приглашении наблюдателей на Собор от некатолических Церквей и церковных общин, проводил многочисленные встречи с представителями других Церквей, а также Всемирного Совета Церквей в Женеве (февраль 1965 года), с патриархом Константинопольским Афинагором I (апрель 1965 года), с представителями Всемирной лютеранской федерации, Англиканского содружества, Реформатского всемирного союза и методистами. Именно Беа накануне закрытия II Ватиканского Собора папа Павел VI поручил зачитать в соборе святого Петра бреве о взаимной отмене отлучения 1054 года.

## Кончина
Кардинал Беа скончался от бронхиальной инфекции в Риме, в возрасте 87 лет. Он был похоронен в апсиде приходской церкви Святого Генезия в родном Ридбёрингене, где также существует музей, посвящённый в его честь.

## Наследие
В 1969 году в первую годовщину смерти кардинала Беа, Ватиканом была учреждена премия его имени за деятельность в пользу мира, прогресса и социальной справедливости. В декабре 1981 года Секретариат по Христианскому Единству и Комиссия по отношениям с иудаизмом провели симпозиум, посвященный столетию кардинала Беа. Папа Иоанн Павел II, назвав Августина Беа «апостолом христианского единства», отметил его роль на II Ватиканском Соборе, особенно при подготовке документов об экуменизме, о религиозной свободе, об отношении Римско-католической Церкви к нехристианским религиям.

## Труды
- Die neue lateinische Psalmenübersetzung. Ihr werden und ihr Geist, Freiburg i. Brsg. 1949;
- Die Einheit der Christen, Probleme und Prinzipien, Hinweise und Mittel, Verwirklichungen und Aussichten, Freiburg i. Brsg. 1963;
- Von Christus erfaßt, Meitingen/ Freising 1966;
- Die Kirche und das jüdische Volk, Freiburg i. Brsg. 1966;
- Der Weg zur Einheit nach dem Konzil, Freiburg i. Brsg. 1966;
- Die Kirche und die Menschheit, Freiburg i. Brsg. 1967;
- Der Ökumenismus im Konzil — Öffentliche Etappen eines überraschenden Weges, Freiburg i. Brsg. 1969.

## Награды
- Большой офицерский крест Ордена «За заслуги перед Федеративной Республикой Германия» 1954 год;
- Большой крест Орден Почётного легиона;
- Большой крест королевского ордена Георга I.